# Albraunia
Albraunia é um género botânico pertencente à família Plantaginaceae. Tradicionalmente este gênero era classificado na família das Scrophulariaceae.

## Espécies
Apresenta três espécies:
- Albraunia foveopilosa Speta
- Albraunia fugax (Boiss. & Noë) Speta
- Albraunia psilosperma Speta